# II саммит БРИК
Главы стран БРИК собрались на свой второй саммит 15 — 16 апреля 2010 года в столице Бразилии Бразилиа.
Страны представляли Дмитрий Медведев (Россия), Луис Инасиу Лула да Силва (Бразилия), Манмохан Сингх (Индия) и Ху Цзиньтао (Китай). Кроме того, на саммит были приглашены президент ЮАР Джейкоб Зума и министр иностранных дел Палестинской автономии Рияд аль-Малики.
В связи с мощным землетрясением в Китае, Ху Цзиньтао был вынужден срочно вернуться в Китай, и по просьбе китайской стороны программа саммита была сокращена до одного дня.
По итогам саммита было выполнение заявлений Первого саммита, подписание ряда межгосударственных договоров, и о важнейших затронутых вопросах: преодоление последствий кризиса, и создание нового финансового порядка, в частности, в части права на большее влияние в таких международных организациях, как Всемирный банк и МВФ.
Темами второго саммита стали обсуждение проблем вокруг иранской ядерной программы, дальнейшее развитие БРИК и форума ИБЮА (который проходил одновременно с саммитом БРИК), реформы международных финансовых институтов, предстоящий саммит G20.
Итогами саммита стали подписание ряда документов, включая Меморандум о сотрудничестве фининститутов БРИК, декларирующий взаимодействие государственных финансовых институтов развития и поддержки экспорта стран-членов БРИК по вопросам финансирования проектов, в том числе, в сфере высоких технологий, инноваций, энергосбережения.